# Стефан Станимиров
Стефан Станимиров е известен габровски духовник, свещеноиконом, и общественик.

## Биография
Свещеноиконом Стефан Станимиров 1823- 1897)е роден в Габрово, в семейството на майстора чаркчия Станимир, за когото се смята че пръв е пренесъл гайтанджийски чарк от Брашов, Трансилвания в Габрово.
След като завършва габровското килийно училище и взаимното училище, Стефан Станимиров започва да внася църковни книги от Русия, с които снабдява храмовете в Търновска и Ловчанска епархии. Партньор в това му начинание в габровския търговец Васил Н. Рашеев.
През 1858 г. се жени за дъщерята на архим. х. Силвестри – Екатерина и приема свещенически сан.

## Заслуги
През 1865-1866 г. като настоятел, заедно с брат си свещеник Рачо Станимиров са сред организаторите на строежа на габровския храм „Успение Богородично“ – едно от изящните творения на тревненския майстор Уста Генчо Кънев, в който двамата отци служат до края на живота си.
През 1867 г. свещ. Станимиров е избран за архиерейски наместник. Взима активно участие в борбата за независима българска църква – съставя прошения и протести, представлява габровска околия на първия събор за изработване на привременен устав за управлениетона Търновска епархия (1869). През 1871 г. организира набиране на средства за новоучредената екзархия. При посещението на Иларион Макариополски в Габрово, владиката отсяда в дома на поп Стефан и му присъжда офикията Иконом.
Станимиров оглавява комисията за довършването на сградата на Априловска гимназия.
По страниците на църковните книги в храм „Успение Богородично“ в Габрово Стефан Станимиров е оставил ценни записки от преживените събития – обявяването на Габрово за град, Великденската акция, посещението на Иларион Макариополски, освещаването на църквата, откриване на учебната година в Априловска гимназия и др.
Свещ. Стефан Станимиров построява кладенецът на извора „Вонещата вода“ край Габрово по пътя за Узана.

## Любопитно
Синът му Станимир Станимиров е виден просветен деец, сподвижник на екзарх Йосиф I и личен учител на князете Борис и Кирил.
След смъртта му през 1897 г., по решение на Габровския общински съвет свещ. Ст. Станимиров е погребан в двора на църквата. Той е единственият българин, погребан в центъра на Габрово до руските офицери загинали на Шипка.